# Kim Hyang-mi (Eishockeyspielerin)
Kim Hyang-mi (koreanisch 김향미; * 10. Februar 1995) ist eine nordkoreanische Eishockeyspielerin.
Sie vertrat die nordkoreanische Frauennationalmannschaft bei den Weltmeisterschaften der Jahre zwischen 2015 und 2019 der Division IB und IIA.
Bei den Olympischen Winterspielen 2018 in Pyeongchang bildeten Nord- und Südkorea eine gemeinsame Eishockeymannschaft der Frauen. Kim Hyang-mi gehörte als eine von zwölf Nordkoreanerinnen zum 35-köpfigen Kader.